# Talleyrand-Périgord
Talleyrand-Périgord je priimek več ljudi:
- Alexandre Angélique de Talleyrand-Périgord, francoski kardinal
- Charles-Maurice de Talleyrand-Périgord, francoski škof in diplomat
- Hélie de Talleyrand-Périgord, francoski kardinal